# スッポン放送
スッポン放送（スッポンほうそう、英語: Suppon Broadcasting System）は、任天堂のゲームソフト『大合奏!バンドブラザーズP』に登場する架空のラジオ放送局、ならびにそれを基にしてゲームから派生した実在のインターネットラジオ（webラジオ）局。株式会社ニッポン放送エンターテインメント開発部が中心となり管理・運営した。

## 概要
ニンテンドー3DS専用ソフト『大合奏バンドブラザーズP』（以下、バンブラP）の舞台である「ギリギリアイランド」内に存在する架空のラジオ放送局。後述する一定の条件を整えると、ゲーム内で配信されている楽曲を「スッポン放送のラジオ番組」という形で聴取することができた。このように当初は架空のラジオ放送局であったが、2015年（平成27年）7月1日に実在のwebラジオ放送局として開局し、ゲーム内と同じラジオをインターネットで聴取できるようになった。webラジオの公式ページは会社概要や組織図などを備えており、あたかも実在の企業のウェブページのような体裁が取られている。なお、バンブラPのオンラインサービスが2020年5月1日0:00に終了したことを受けて番組配信も終了し、同年8月31日23:59をもって公式ウェブサイトも閉鎖された。

### ゲーム内ラジオ局として
3DS本体がインターネットに繋がった状態でバンブラPをプレイすると、流れる曲のジャンルごとに分かれた10種類のレギュラー番組を聴くことができた。このほか、不定期の特別番組『オールナイトスッポン』やゲーム関連の告知も行われた。

### ウェブラジオ局として
上掲のゲーム内ラジオ局を基にゲームから派生する形で、2015年（平成27年）7月1日に実在のウェブラジオとして開局した。公式ホームページはニッポン放送が運営し、ゲーム内と同じ上述のラジオを無料で配信した。

### 運営母体として
ゲーム内作曲機能を利用したオリジナル曲コンテストを不定期で開催した（後述）。楽曲の募集テーマは、通常はスッポン放送から提示されるが、スッポン放送がホームページ上で受け付けている「ミュージック・ラボ」を通じて他の企業・団体から依頼されることもある。いずれの場合も、応募楽曲は公式youtubeチャンネルにアップロードされる。また運営母体として「スッポンブログ」というブログも運営している。

## コンテスト一覧
| 回数 | 募集内容                                                      | 依頼者                     | 募集期間                       | 結果発表日     | 出典            |
| ---- | ------------------------------------------------------------- | -------------------------- | ------------------------------ | -------------- | --------------- |
| 1    | オールナイトスッポンジングル                                  | -                          | 2013年12月19日 - 2014年1月31日 | 2014年2月26日  | [ 11 ] [ 12 ]   |
| 2    | 「想像ラジオ」ジングル                                        | ニッポン放送               | 2014年2月4日 - 2月28日         | 2014年3月9日   | [ 13 ] [ 14 ]   |
| 3    | スッポン放送社歌                                              | -                          | 2014年3月3日 - 3月31日         | 2014年4月18日  | [ 15 ] [ 16 ]   |
| 4    | 蒼姫ラピス用楽曲                                              | -                          | 2014年4月4日 - 4月19日         | 2014年4月26日  | [ 17 ] [ 18 ]   |
| 5    | 彩崎ゆうのデビュー曲                                          | -                          | 2014年4月24日 - 5月18日        | 2014年5月30日  | [ 19 ] [ 20 ]   |
| 6    | バーバラ様に捧げるバラード                                    | -                          | 2014年5月27日 - 6月29日        | 2014年8月4日   | [ 21 ] [ 22 ]   |
| 7    | ニンドリチャンネルオープニングBGM                             | ニンテンドードリーム編集部 | 2014年7月1日 - 7月27日         | 2014年8月21日  | [ 23 ] [ 24 ]   |
| 8    | スッポン放送夏祭り GO！GO！サマーチューン                     | -                          | 2014年8月14日 - 8月29日        | 2014年9月24日  | [ 25 ] [ 26 ]   |
| 9    | 秋の音楽収穫祭！〜ハロウィンソング〜                          | -                          | 2014年9月19日 - 10月19日       | 2014年10月27日 | [ 27 ] [ 28 ]   |
| 10   | サンタクロース・サンバ                                        | -                          | 2014年11月4日 - 12月4日        | 2014年12月14日 | [ 29 ] [ 30 ]   |
| 11   | ジャスティス岩倉 応援歌「GO GOジャスティス！！」              | -                          | 2014年12月24日 - 2015年1月24日 | 2015年1月31日  | [ 31 ] [ 32 ]   |
| 12   | 春爛漫「さくら」ソング                                        | -                          | 2015年1月26日 - 2月26日        | 2015年3月10日  | [ 33 ] [ 34 ]   |
| 13   | 「合唱曲」〜卒業ソング〜                                      | -                          | 2015年3月2日 - 4月2日          | 2015年5月6日   | [ 35 ] [ 36 ]   |
| 14   | ノリノリ☆ロッケンロール                                       | -                          | 2015年4月6日 - 5月6日          | 2015年7月3日   | [ 37 ] [ 38 ]   |
| 15   | ハッピーウェディングソング                                    | -                          | 2015年5月13日 - 6月13日        | 2015年7月29日  | [ 39 ] [ 40 ]   |
| 16   | 「遊星ブンボーグの接近」ラジオCM用BGM                         | ヨーロッパ企画             | 2015年6月27日 - 7月17日        | 2015年7月18日  | [ 41 ] [ 42 ]   |
| 17   | ドライブソング                                                | -                          | 2015年7月27日 - 8月27日        | 2015年9月15日  | [ 43 ] [ 44 ]   |
| 18   | 架空のゲームソング                                            | -                          | 2015年9月1日 - 9月30日         | 2015年12月12日 | [ 45 ] [ 46 ]   |
| 19   | 紅葉ソング                                                    | -                          | 2015年10月5日 - 11月5日        | 2015年12月25日 | [ 47 ] [ 48 ]   |
| 20   | ホワイトクリスマス／ダーククリスマス                          | -                          | 2015年11月12日 - 12月5日       | 2015年12月25日 | [ 49 ] [ 50 ]   |
| 21   | 「LYLA BOOPSのThe Sunlight Comes」コーナーBGM                 | FMブルー湘南               | 2015年11月14日 - 2016年1月15日 | 2016年2月6日   | [ 51 ] [ 52 ]   |
| 22   | 「上海アリス幻樂団」リミックス曲                              | -                          | 2015年12月15日 - 2016年1月31日 | 2016年3月9日   | [ 53 ] [ 54 ]   |
| 23   | 正月太り撃退！？ランニングソング                              | -                          | 2015年12月26日 - 2016年1月26日 | 2016年2月9日   | [ 55 ] [ 56 ]   |
| 24   | エレクトリカルひなまつり☆ソング                               | -                          | 2016年1月27日 - 2月25日        | 2016年3月10日  | [ 57 ] [ 58 ]   |
| 25   | カップめん3分クッキング                                       | -                          | 2016年2月26日 - 3月25日        | 2016年4月11日  | [ 59 ] [ 60 ]   |
| 26   | 8bit昭和歌謡                                                  | -                          | 2016年3月26日 - 4月25日        | 2016年5月11日  | [ 61 ] [ 62 ]   |
| 27   | オリジナル吹奏楽曲                                            | -                          | 2016年4月26日 - 5月25日        | 2016年6月19日  | [ 63 ] [ 64 ]   |
| 28   | おねがいチャクラのテーマ                                      | バンダイ                   | 2016年4月28日 - 5月15日        | 2016年5月27日  | [ 65 ] [ 66 ]   |
| 29   | パパとママ                                                    | -                          | 2016年6月4日 - 7月3日          | 2016年7月24日  | [ 67 ] [ 68 ]   |
| 30   | 「来てけつかるべき新世界」ラジオCM用BGM                       | ヨーロッパ企画             | 2016年6月23日 - 7月21日        | 2016年7月23日  | [ 69 ] [ 70 ]   |
| 31   | アイドルカレッジの新曲                                        | アイドルカレッジ           | 2016年7月1日 - 7月31日         | 2016年8月18日  | [ 71 ] [ 72 ]   |
| 32   | 架空のアニメ『GutenTag！ゲロルちゃん♪』のテーマソング         | -                          | 2016年8月1日 - 8月31日         | 2016年9月27日  | [ 73 ] [ 74 ]   |
| 33   | ヒーリングミュージック                                        | -                          | 2016年9月1日 - 9月30日         | 2016年10月20日 | [ 75 ] [ 76 ]   |
| 34   | 勝負曲－勝負の前に聴きたい1曲－                               | -                          | 2016年10月1日 - 10月31日       | 2016年11月23日 | [ 77 ] [ 78 ]   |
| 35   | ラジオドラマ『GutenTag!ゲロルちゃん♪』BGM                     | -                          | 2016年10月6日 - 2017年2月12日  | ラジオドラマ内 | [ 79 ] [ 80 ]   |
| 36   | クリスマスミュージック・リミックス                            | -                          | 2016年11月1日 - 11月30日       | 2016年12月18日 | [ 81 ] [ 82 ]   |
| 37   | ゲレンデマジックを引き起こすラブソング                        | -                          | 2016年12月10日 - 2017年1月10日 | 2017年1月26日  | [ 83 ] [ 84 ]   |
| 38   | 『これぞ暁斎！』展開催記念“これぞオリジナル和ROCK！”          | -                          | 2017年1月27日 - 2月22日        | 2017年3月6日   | [ 85 ] [ 86 ]   |
| 39   | 新生活にスイッチ！ソング                                      | -                          | 2017年2月27日 - 3月20日        | 2017年3月30日  | [ 87 ] [ 88 ]   |
| 40   | 春のカフェテラスで流れるボサノヴァ                            | -                          | 2017年4月3日 - 5月7日          | 2017年5月19日  | [ 89 ] [ 90 ]   |
| 41   | 架空のRPG『TWINHADES-無限遠の記憶迷宮-』のBGM                 | -                          | 2017年5月20日 - 6月30日        | 2017年8月30日  | [ 91 ] [ 92 ]   |
| 42   | 「出てこようとしてるトロンプルイユ」ラジオCM用BGM             | ヨーロッパ企画             | 2017年7月21日 - 8月16日        | 2017年8月19日  | [ 93 ] [ 94 ]   |
| 43   | 勉学の秋！HIP HOPミュージックで暗記しよう                     | -                          | 2017年10月6日 - 11月12日       | 2017年12月28日 | [ 95 ] [ 96 ]   |
| 44   | 子守唄                                                        | -                          | 2018年3月17日 - 4月15日        | 2018年5月24日  | [ 97 ] [ 98 ]   |
| 45   | 「ヨーロッパ企画20周年ツアー」ラジオCM用BGM                   | ヨーロッパ企画             | 2018年5月28日 - 6月25日        | 2018年6月30日  | [ 99 ] [ 100 ]  |
| 46   | 「SPLATOON2 ORIGINAL SOUNDTRACK-Octotune-」収録曲のアレンジ曲 | -                          | 2018年7月18日 - 8月20日        | 2018年10月29日 | [ 101 ] [ 102 ] |
| 47   | 架空の男性アイドルグループ「S’PN」のヒット曲『bye-bye』       | -                          | 2018年8月31日 - 10月8日        | 2019年8月29日  | [ 103 ] [ 104 ] |
| 48   | 『メイド イン ワリオ ゴージャス』BGMのアレンジ曲              | -                          | 2018年10月31日 - 11月30日      | 2019年4月4日   | [ 105 ] [ 106 ] |
| 49   | mozell『バンバード 〜Piano Version〜』リミックス曲            | -                          | 2019年10月3日 - 11月17日       | 2019年12月7日  | [ 107 ] [ 108 ] |
| 50   | ありがとう                                                    | -                          | 2020年1月29日 - 3月1日         | 2020年4月4日   | [ 109 ] [ 110 ] |